# Doushan (sockenhuvudort i Kina, Hubei Sheng, lat 31,20, long 114,00)
Doushan (kinesiska: 陡山乡) är en sockenhuvudort i Kina. Den ligger i provinsen Hubei, i den centrala delen av landet, omkring 74 kilometer norr om provinshuvudstaden Wuhan. Antalet invånare är 48 179. Befolkningen består av 23 352 kvinnor och 24 827 män. Barn under 15 år utgör 16,0 %, vuxna 15-64 år 75 %, och äldre över 65 år 7,0 %.
Runt Doushan är det tätbefolkat, med 762 invånare per kvadratkilometer. Närmaste större samhälle är Xiaogang, 15,4 km söder om Doushan. Trakten runt Doushan består till största delen av jordbruksmark.
Genomsnittlig årsnederbörd är 1 403 millimeter. Den regnigaste månaden är juli, med i genomsnitt 241 mm nederbörd, och den torraste är december, med 19 mm nederbörd.